# Championnats de Porto Rico de cyclisme sur route
Les championnats de Porto Rico de cyclisme sur route sont les championnats nationaux de cyclisme sur route organisés par la Fédération de Porto Rico de cyclisme.

## Podiums des championnats masculins

### Course en ligne
| Année | Vainqueur            | Deuxième               | Troisième        |  |
| ----- | -------------------- | ---------------------- | ---------------- |  |
| 1998  | Sammy Negrón         | Luciano Reyes          | Roberto Álvarado |  |
| 2007  | Edgardo Richiez      | Agustín Font           | Rubén Borrero    |  |
| 2009  | Edgardo Richiez      | Sammy Negrón           | Rubén Borrero    |  |
| 2010  | Juan Martínez Adorno | Carlos Torres Figueroa | Sammy Negrón     |  |
| 2011  | Efrén Ortega         | Juan Martínez Adorno   | Kevin González   |  |
| 2012  | Efrén Ortega         | Edgardo Richiez        | Gabriel Acaba    |  |
| 2013  | Juan Martínez Adorno | Edgardo Richiez        | Brandon Zavala   |  |
| 2014  | Efrén Ortega         | Juan Martínez Adorno   | Joseph Seppy     |  |
| 2015  | Edgardo Richiez      | Juan Martínez Adorno   | Brian Babilonia  |  |
| 2016  | Edgardo Richiez      | Jorge Pagán            | William Guzmán   |  |
| 2017  | Elvys Reyes          | Gian Martínez          | Nelson Seda      |  |
| 2018  | Elvys Reyes          | Gian Martínez          | Brian León       |  |
| 2019  | Abner González       | Elvys Reyes            | Jacob Morales    |  |
| 2020  | non disputé          |                        |                  |  |
| 2021  | Abner González       | Elvys Reyes            | Georwill Pérez   |  |
| 2022  | Abner González       | Christopher Morales    | Elvys Reyes      |  |
| 2023  | Christopher Morales  | Luis Molina            | Ángel Ortiz      |  |
| 2024  | Elvys Reyes          | Georwill Pérez         |                  |  |
| 2025  | Abner González       | Christopher Morales    | Elvys Reyes      |  |

### Contre-la-montre
| Année | Vainqueur            | Deuxième               | Troisième              |
| ----- | -------------------- | ---------------------- | ---------------------- |
| 1998  | Juan Eduardo Colón   | Sammy Negrón           | Roberto Álvarado       |
| 2001  | Sammy Negrón         | Carlos Torres Figueroa | Hernan Santiago        |
| 2002  | Eudaldo Asencio      | Carlos Torres Figueroa | Osvaldo Candelária     |
| 2009  | Edgardo Richiez      | Humberto Abraham       | Jaime Colón            |
| 2010  | Jaime Colón          | Tedis Vargas           | Juan Martínez Adorno   |
| 2011  | Efrén Ortega         | Juan Martínez Adorno   | Carlos Torres Figueroa |
| 2012  | Edgardo Richiez      | Eddy Sorriano          | Juan Martínez Adorno   |
| 2013  | Eddy Sorriano        | Osvaldo García         | Juan Martínez Adorno   |
| 2014  | Edgardo Richiez      | Eduardo Colón          | Brandon Martínez       |
| 2015  | Juan Martínez Adorno | Efrén Ortega           | Brandon Martínez       |
| 2016  | Juan Martínez Adorno | Nelson Seda            | Pedro Lajara           |
| 2017  | Xavier Santana       | Juan Martínez Adorno   | Agustín Quiñones       |
| 2018  | Elvys Reyes          | Luis David Rivera      | Xavier Santana         |
| 2019  | Luis Molina          | William Guzmán         | Joseph Marrero         |
| 2020  | non disputé          |                        |                        |
| 2021  | Abner González       | Elvys Reyes            | Ricky Morales          |
| 2022  | Elvys Reyes          | Abner González         | Brian Babilonia        |
| 2023  | Christopher Morales  | Elvys Reyes            | Dixon Vargas           |
| 2024  | Elvys Reyes          | Miguel Oliveras        |                        |
| 2025  | Christopher Morales  | Abner González         | Óscar Vázquez          |

### Critérium
| Année | Vainqueur       | Deuxième               | Troisième        |
| ----- | --------------- | ---------------------- | ---------------- |
| 2002  | Eudaldo Asencio | Carlos Torres Figueroa | Anibal Rodríguez |

### Course en ligne espoirs
| Année | Vainqueur       | Deuxième      | Troisième      |
| ----- | --------------- | ------------- | -------------- |
| 2015  | Brian Babilonia | Óscar Pérez   | Rubén Díaz     |
| 2019  | Abner González  | Jacob Morales | Joseph Marrero |

### Contre-la-montre espoirs
| Année | Vainqueur        | Deuxième        | Troisième        |
| ----- | ---------------- | --------------- | ---------------- |
| 2015  | Brandon Martínez | Brian Babilonia | Jorge Echevarria |

### Critérium espoirs
| Année | Vainqueur       | Deuxième       | Troisième |
| ----- | --------------- | -------------- | --------- |
| 2002  | Edgardo Richiez | Yousev Sánchez |           |

### Course en ligne juniors
| Année | Vainqueur      | Deuxième         | Troisième         |
| ----- | -------------- | ---------------- | ----------------- |
| 2011  | Eddy Sorriano  | Ricardo Maínz    | Jorge Luis Charon |
| 2015  | Ahulee Rivera  | Luis León Zayas  | Luis David Rivera |
| 2016  | Jacob Morales  | Joseph Marrero   | Héctor Bonilla    |
| 2017  | Héctor Bonilla | Luis Molina      | Joseph Marrero    |
| 2018  | Jeffrey Díaz   | Jacob Guadalupe  | Yosef de León     |
| 2019  | Emmanuel Ortiz | Jonathan Marrero | Javier Matos      |
| 2020  | non disputé    |                  |                   |
| 2021  | Alberto Chinea | Diego Mier       | Sebastian Leon    |
| 2022  | Alberto Chinea | Hedluis Pagán    | Sebastian Leon    |
| 2023  | Loyd Rivera    | Kevin Estrada    | Carlos Febles     |
| 2024  | Yetxiel Ruiz   | Luis Colón       | Carlos Marrero    |

### Contre-la-montre juniors
| Année | Vainqueur       | Deuxième                 | Troisième           |
| ----- | --------------- | ------------------------ | ------------------- |
| 2012  | Brando Martinez | Christian Marrero Garcia | Jared Juma Gonzalez |
| 2017  | Luis Molina     | Joseph Marrero           | Héctor Bonilla      |
| 2018  | Jeffrey Díaz    | Yosef de León            | Christian Torres    |
| 2019  | Emmanuel Ortiz  | Javier Matos             |                     |
| 2020  | non disputé     |                          |                     |
| 2021  | Diego Mier      |                          |                     |
| 2022  | Carlos Febles   | Kevin Estrada            | Kenneth Méndez      |
| 2023  | Loyd Rivera     | Carlos Febles            | Kemuel Soto         |

### Critérium juniors
| Année | Vainqueur     | Deuxième  | Troisième |
| ----- | ------------- | --------- | --------- |
| 2002  | Juan M. Ortiz | José Cruz |           |

## Podiums des championnats féminins

### Course en ligne
| Année | Vainqueur             | Deuxième              | Troisième             |
| ----- | --------------------- | --------------------- | --------------------- |
| 2007  | Aida Jimenez          | Adormarie Martinez    | Donelys Carino Rivera |
| 2010  | Marie Rosado          | Fabiola Acaron        | Cassandra King        |
| 2011  | Maria del Mar Rivera  | Donelys Carino Rivera | Adormarie Martinez    |
| 2012  | Marisol Tellado       | Donelys Carino Rivera | Nilmarie Gonzalez     |
| 2013  | Marisol Tellado       | Donelys Carino Rivera | Nilmarie Gonzalez     |
| 2014  | Donelys Carino Rivera | Solymar Rivera        | Nilmarie Gonzalez     |
| 2015  | Solymar Rivera        | Nilmarie Gonzalez     | Donelys Carino Rivera |
| 2016  | Solymar Rivera        | Marisol Tellado       | Donelys Carino Rivera |
| 2017  | Solymar Rivera        | Donelys Carino Rivera |                       |
| 2018  | Donelys Carino Rivera |                       |                       |
| 2019  | Donelys Carino Rivera | Cristina Torres       |                       |
| 2021  | Donelys Carino Rivera | Chelmary Sanchez      | Vannesa Bracero       |
| 2022  |                       |                       |                       |
| 2023  | Donelys Carino Rivera | Erialis Otero         | Thelma Rivera         |
| 2024  | Erialis Otero         | Yunaika Leyva         | Donelys Carino Rivera |

### Contre-la-montre
| Année | Vainqueur             | Deuxième              | Troisième             |
| ----- | --------------------- | --------------------- | --------------------- |
| 2010  | Fabiola Acaron        | Luz Rodriguez         |                       |
| 2011  | Maria del Mar Rivera  | Donelys Carino Rivera | Nilmarie Gonzalez     |
| 2012  | Marisol Tellado       | Donelys Carino Rivera | Nilmarie Gonzalez     |
| 2013  | Marisol Tellado       | Nilmarie Gonzalez     | Donelys Carino Rivera |
| 2014  | Donelys Carino Rivera | Nilmarie Gonzalez     |                       |
| 2015  | Nilmarie Gonzalez     |                       |                       |
| 2016  | Marisol Tellado       | Donelys Carino Rivera | Solymar Rivera        |
| 2017  | Donelys Carino Rivera | Solymar Rivera        |                       |
| 2018  | Donelys Carino Rivera |                       |                       |
| 2019  | Donelys Carino Rivera | Cristina Torres       |                       |
| 2021  | Donelys Carino Rivera | Kiara Marrero Rivera  | Adriana Acevedo       |
| 2022  |                       |                       |                       |
| 2023  |                       |                       |                       |
| 2024  | Erialis Otero         |                       |                       |